# 7800° Fahrenheit
7800° Fahrenheit drugi je album američkog rock sastava Bon Jovi, objavljen 1985. godine. Iako su dva singla s albuma, In And Out Of Love i Only Lonely upali u Billboard Hot 100, nisu uspjeli upasti u Top 40; dok treći Silent Night nije dospio na Billboard Hot 100.  Ipak sastav je osigurao turneju po Japanu koja je povećala prodaju albuma. Do danas se album prodao u 2.5 milijuna primjeraka u svijetu, a od toga 1 milijun u Americi. Ime albuma potječe od činjenice da se na ovoj temperaturi po Fahrenheitu topi stijena (stijena-rock) i pretvara u tekućinu.

## Popis pjesama
1. "In And Out Of Love" – (Bon Jovi) - 4:26
2. "The Price Of Love" – (Bon Jovi) - 4:14
3. "Only Lonely" – (Bon Jovi, David Bryan) - 5:02
4. "King Of The Mountain" – (Bon Jovi, Sambora) - 3:54
5. "Silent Night" – (Bon Jovi) - 5:08
6. "Tokyo Road" – (Bon Jovi, Sambora) - 5:42
7. "The Hardest Part Is The Night" – (Bon Jovi, Bryan, Sambora) - 4:25
8. "Always Run To You" – (Bon Jovi, Sambora) - 5:00
9. "(I Don't Wanna Fall) To The Fire" – (Bon Jovi, Bryan, Sambora) - 4:28
10. "Secret Dreams" – (Bon Jovi, Sambora, Torres, Grabowski) - 4:54

## Osoblje

### Bon Jovi
- Jon Bon Jovi - vokali, gitara
- David Bryan - klavijature, back vokali
- Richie Sambora - gitare, back vokali
- Alec John Such - bas-gitara, back vokali
- Tico Torres - bubnjevi, udaraljke, back vokali

### Dodatno osoblje
- Larry Alexander - inženjer
- Phil Hoffer - back vokali
- Tom Mandel - klavijature
- Obie O'Brien - inženjer
- Jim Salamone - programer
- Bill Scheniman - inženjer